# Nhà ở cho người thu nhập thấp

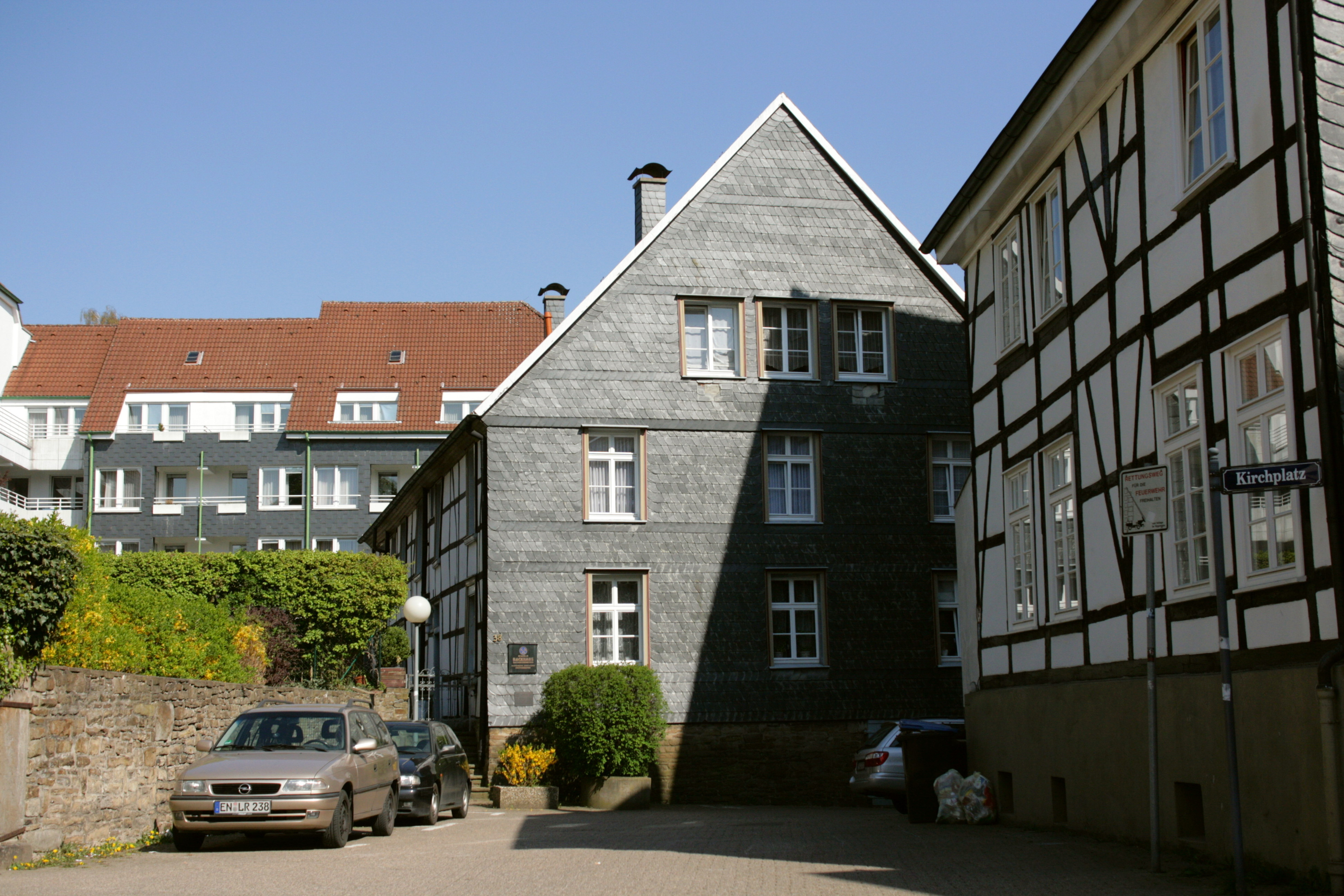
Một khu nhà ở dành cho người thu nhập thấp ở Đức

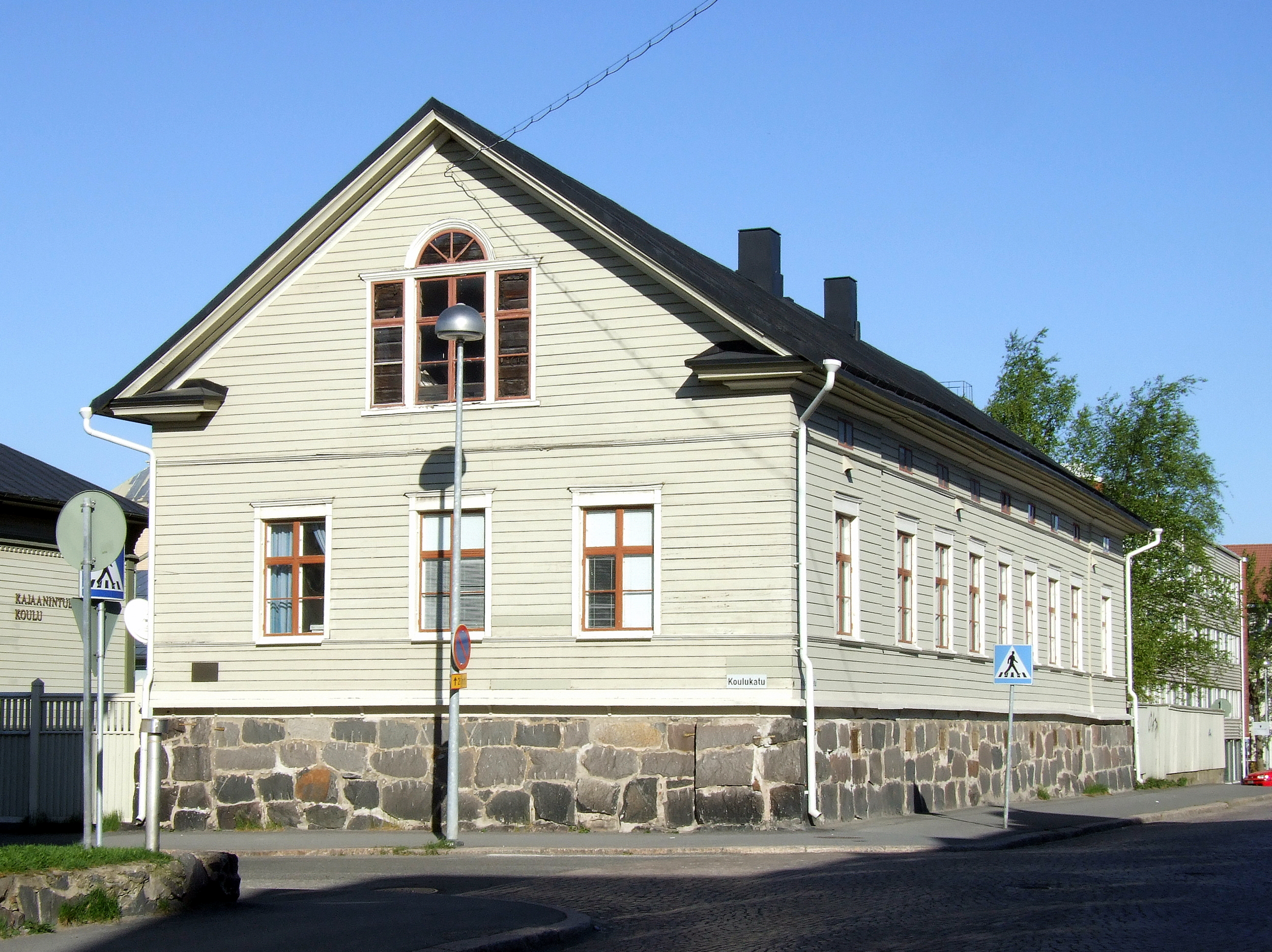
Một khu nhà ở dành cho người thu nhập thấp

Nhà ở cho người thu nhập thấp hay nhà ở cho người nghèo là những căn nhà, tòa nhà hoặc dự án xây dựng nhà ở được chính quyền xây dựng, có thể cùng với sự ủng hộ của những người hảo tâm, nhằm để giải quyết nhu cầu về chỗ ở cho những người có thu nhập thấp, người nghèo, người có hoàn cảnh khó khăn về kinh tế, hoặc những người đang làm việc nhưng có khó khăn trong việc bố trí, sắp xếp nhà ở thông qua hình thức nhà nước xây dựng rồi cho thuê hoặc bán cho những đối tượng này với giá ưu đãi. Nhà ở cho người có thu nhập thấp thường được điều hành bởi chính quyền địa phương chẳng hạn như chính quyền cấp quận, huyện hay thành phố.

## Tổng quan
Ở Anh, xứ Wales và Ireland (nhưng không tính Scotland) nhà ở dành cho người nghèo đôi khi được xem là tương tự như một trại tế bần. Ở Mỹ, thuật ngữ này thường áp dụng cho một cơ sở chăm sóc những người già cả ốm yếu, thiếu thốn (giống như Viện dưỡng lão), tuy nhiên thuật ngữ này đã được phổ biến rộng rãi tại Hoa Kỳ trước khi việc thông qua các chương trình an sinh xã hội trong những năm 1930, theo đó những người thuộc đối tượng được cấp nhà là những người nghèo, người có thu nhập thấp chứ không phải là người cao tuổi, người vô gia cư...
Ở Việt Nam, Nhà ở cho người thu nhập thấp có thực trạng là mua và thuê đều khó, với giá nhà đất hiện nay, việc sở hữu một căn hộ vẫn là điều không tưởng của phần lớn người dân ở các đô thị lớn tại Việt Nam. Trên thực tế giá trị nhà lớn hơn nhiều lần so với thu nhập. Do đó, việc chuyển sang hình thức thuê nhà là cách để giải quyết nhu cầu cấp bách về nhà ở. Nhà nước hiện nay đang khuyến khích hình thức nhà ở cho thuê để giải quyết nhanh chóng nhu cầu cần nhà ở đô thị. Tại Hà Nội, để giải quyết phần nào tình trạng này, các cơ quan hữu quan đã cho khởi công nhiều dự án nhà ở cho người thu nhập thấp cùng với các chính sách đặc biệt là nhà ở lớn nhất ở Hà Nội, có quy mô và số căn hộ lớn nhất đến nay dành cho người có thu nhập thấp ở Hà Nội và cả nước.
Tuy vậy một số nơi vẫn còn tình trạng nhà ở cho người thu nhập thấp, mua rồi bỏ không, và thông qua việc mua bán như vậy đã tạo siêu lợi nhuận cho những người tham gia kinh doanh và trục lợi, những đầu nậu nhà đất. giá cả nhà cho người thu nhập thấp thì lại quá cao. Một số nơi công bố danh sách đối tượng được mua nhà ở thu nhập thấp sẽ được công bố công khai để người dân theo dõi và giám sát. Đối tượng nào bị phát hiện có hành vi gian dối trong việc kê khai hồ sơ sẽ bị xử lý nghiêm.